# Іван Юрійович Мстиславський
Іван Юрійович (? — до 1489) — князь мстиславський (після 1458 — до 1489) з русько-литовського роду Мстиславських, син князя Юрія Лугвеновича, правнук великого князя литовського Ольгерда.

## Біографія
Близько 1460 року, після смерті свого батька, Юрія Лугвеновича, Іван успадкував від нього Мстиславське князівство у східній Білорусі.
Іван Юрійович служив великому князю Литовському Казимиру Ягеллончику, був його намісником у Мінську і Вітебську. Крім Мстиславля, йому належали міста Рославль, Радомль, Тетерин, Княжиці, Попова Гора та інші волості.
У нього залишилися дві дочки (Уляна і Анастасія). Старша, Уляна Іванівна, була видана в шлюб з князем Михайлом Заславським (пом. 1534), принісши йому як посаг Мстиславль, а молодша, Анастасія Іванівна, стала дружиною князя Семена Слуцького (1481—1503).
У 1490/1495 році князь Іван Юрійович Мстиславський помер, йому спадковувала старша дочка Уляна Іванівна, яка в 1499 році була видана великим князем литовським Олександром Казимировичем у шлюб з князем Михайлом Івановичем Заславським, який завдяки цьому шлюбу посів Мстиславське князівство, а його потомки почали писатись Мстиславськими.